# Игуманија Ана (Петровић)
Ана (световно Љубица Петровић; Јошева код Лознице, 6. мај 1950) монахиња је Српске православне цркве и игуманија Манастира Чокешине.

## Биографија
Игуманија Ана (Петровић), рођена је 6. маја 1950. године у селу Јошева, код Лознице од побожних родитеља. На крштењу је добила име Љубица. Основну школу завршила је у Јошеви.
Током рата СФРЈ од 1991. до 1995. године мати Ана је боравила у Манастиру Крка. Замонашена је 24. марта 2002. године у Манастиру Соко, код Љубовије од стране епископа шабачкога Лаврентија Трифуновића, добивши име Ана.
Одлуком епископа шабачкога Лаврентија монахиња Ана прелази из Манастира Соко у Манастир Чокешину, 12. марта 2002. године где бива постављена за прву игуманију манастира.